# D. A. Pennebaker
Don Alan "D. A." Pennebaker  (Evanston, 15 de julho de 1925 - Sag Harbor, 1 de agosto de 2019) foi um cineasta e documentarista norte-americano, um dos pioneiros do cinema direto. Artistas performáticos (especialmente músicos) e políticos são os principais temas de seus documentários.
No começo dos anos 60 Pennebaker, juntamente com Richard Leacock e Robert Drew, fundou a Drew Associates. Em 1963 Leacock e Pennebeker deixaram a empresa para formar sua própria produtora. Esta produtora, Pennebaker Hegedus Filmes, realizou inúmeros documentários de grande influência.

## Filmografia parcial
- Primary (1960)
- Eat The Document (inédito, filmado em 1966)
- Dont Look Back (1967, filmado em 1965)
- Monterey Pop (1968, filmado em 1967)
- Sweet Toronto (1971, filmado em 1969)
- Ziggy Stardust and the Spiders from Mars (1973)
- Town Bloody Hall (1979)
- 101 (1989)
- The War Room (1993)
- Woodstock Diary (1994)
- Moon Over Broadway (1997)
- Down from the Mountain (2000)
- Elaine Stritch at Liberty (2004)
- Rebirth (inédito)